# Brian Locking
Brian Licorie Locking (født 22. december 1938 i Bedworth, Warwickshire - død 8. oktober 2020 i Wales, England) var en engelsk el-bassist og mundharmonikaspiller, som afløste Jet Harris i instrumentalgruppen The Shadows. Locking kom med i april 1962 og spillede med til november 1963, hvor han blev afløst af John Rostill. Derefter arbejdede han på fuld tid som medlem af Jehovas Vidner. Locking fik et lille comeback i 2005 med cd'en Returning Home, hvor han spiller mundharmonika på det meste af indspilningerne. Seneste udspil fra Locking var cd'en Harmonically yours i 2008.

## LP/CD Diskografi
- The Shadows - Out of the Shadows (1962)
- The Shadows - Dance with The Shadows (med på 3 numre : Dakota, French Dressing og Blue Shadows) (1963/1964)
- Cliff Richard & The Shadows - 32 minutes & 17 Seconds (1962)
- Cliff Richard & The Shadows - When in Spain (1963)
- Cliff Richard - Summer Holiday (1963)
- Brian Locking & Gijs Lemmen - It's Only Natural (2004)
- Brian Locking - Returning Home  (2005)
- Brian Locking - Harmonically yours (2008)

## Singler
- Marty Wilde - "A Teenager in Love" / "Donna" (1959)
- The Krew Cats - "Samovar" / "Jacks Good"  (1961)
- The Krew Cats - "Trambone" / "Peak Hour" (1961)
- The Shadows - "The Boys" / "Theme for The Boys" / "The Girls" / "Sweet Dreams" - EP (1962)
- The Shadows - "Dance On" / "All Day" (1962)
- The Shadows - "Round and Round" / "Les Girls" (1963)
- The Shadows - "Los Shadows" - "Granada" / "Adios Muchachos (Pablo The Dreamer)" / "Valencia" / "Las Tres Carabelas (Three Galleons)" - EP (1963)
- The Shadows - "Foot Tapper" / The Breeze and I" (1963)
- The Shadows - "Atlantis" / "I Want You to Want Me" (1963)
- The Shadows - "Shindig" / "Its Been a Blue Day" (1963)
- The Shadows - "Geronimo" / "Shazam" (1963)
- The Shadows - "Theme for young Lovers" / "This Hammer" (1964)

## DVD diskografi
- Marty Wilde – Born To Rock (2007)

## Film
- Summer Holiday (1963) - med Cliff Richard og The Shadows

## Biografi
- The Shadows & Mike Read - The Story of The Shadows (1983)
- Brian Locking - Me and my Shadow - Biografi af Babs Wilson (2021)